# Sezon NBA 2017/18
Sezon NBA 2017/18 – 72. sezon zasadniczy rozgrywek National Basketball Association (NBA). Rozpoczął się 17 października 2017 od meczu pomiędzy Boston Celtics a Cleveland Cavaliers. Każdy z zespołów rozegrał 82 spotkania. Ostatnie mecze rozegrano 11 kwietnia 2018.

## Przedsezon
Rozgrywki sezonu zasadniczego poprzedziły mecze przedsezonu. Odbyły się one w dniach 30 września - 13 października 2017.

## Weekend Gwiazd
18 lutego 2018 w Staples Center w Los Angeles rozegrano mecz gwiazd. MVP meczu wybrany został LeBron James z Cleveland Cavaliers. Dzień wcześniej, 17 lutego 2018 w konkursie wsadów zwyciężył Donovan Mitchell, konkurs rzutów za 3 punkty wygrał Devin Booker, a Spencer Dinwiddie był najlepszy w skills challenge.  

## Sezon zasadniczy
Sezon trwał od 17 października 2017 do 11 kwietnia 2018. MVP całego sezonu zasadniczego NBA 2017/2018 został James Harden z Houston Rockets, był również najlepiej punktującym graczem ligi. Najwięcej zwycięstw w fazie zasadniczej zanotowali gracze Houston Rockets wygrywając 65 razy.    

### Wyniki
Według Konferencji
| Nr | Drużyna             | ZW | PO | PRO  | RZ   | LM |
| -- | ------------------- | -- | -- | ---- | ---- | -- |
| 1  | Toronto Raptors     | 59 | 23 | .720 | –    | 82 |
| 2  | Boston Celtics      | 55 | 27 | .671 | 04.0 | 82 |
| 3  | Philadelphia 76ers  | 52 | 30 | .634 | 07.0 | 82 |
| 4  | Cleveland Cavaliers | 50 | 32 | .610 | 09.0 | 82 |
| 5  | Indiana Pacers      | 48 | 34 | .585 | 11.0 | 82 |
| 6  | Miami Heat          | 44 | 38 | .537 | 15.0 | 82 |
| 7  | Milwaukee Bucks     | 44 | 38 | .537 | 15.0 | 82 |
| 8  | Washington Wizards  | 43 | 39 | .524 | 16.0 | 82 |
|    |                     |    |    |      |      |    |
| 9  | Detroit Pistons     | 39 | 43 | .476 | 20.0 | 82 |
| 10 | Charlotte Hornets   | 36 | 46 | .439 | 23.0 | 82 |
| 11 | New York Knicks     | 29 | 53 | .354 | 30.0 | 82 |
| 12 | Brooklyn Nets       | 28 | 54 | .341 | 31.0 | 82 |
| 13 | Chicago Bulls       | 27 | 55 | .329 | 32.0 | 82 |
| 14 | Orlando Magic       | 25 | 57 | .305 | 34.0 | 82 |
| 15 | Atlanta Hawks       | 24 | 58 | .293 | 35.0 | 82 |

| Nr | Drużyna                | ZW | PO | PRO  | RZ   | LM |
| -- | ---------------------- | -- | -- | ---- | ---- | -- |
| 1  | Houston Rockets        | 65 | 17 | .793 | –    | 82 |
| 2  | Golden State Warriors  | 58 | 24 | .707 | 07.0 | 82 |
| 3  | Portland Trail Blazers | 49 | 33 | .598 | 16.0 | 82 |
| 4  | Oklahoma City Thunder  | 48 | 34 | .585 | 17.0 | 82 |
| 5  | Utah Jazz              | 48 | 34 | .585 | 17.0 | 82 |
| 6  | New Orleans Pelicans   | 48 | 34 | .585 | 17.0 | 82 |
| 7  | San Antonio Spurs      | 47 | 35 | .573 | 18.0 | 82 |
| 8  | Minnesota Timberwolves | 47 | 35 | .573 | 18.0 | 82 |
|    |                        |    |    |      |      |    |
| 9  | Denver Nuggets         | 46 | 36 | .561 | 19.0 | 82 |
| 10 | Los Angeles Clippers   | 42 | 40 | .512 | 23.0 | 82 |
| 11 | Los Angeles Lakers     | 35 | 47 | .427 | 30.0 | 82 |
| 12 | Sacramento Kings       | 27 | 55 | .329 | 38.0 | 82 |
| 13 | Dallas Mavericks       | 24 | 58 | .293 | 41.0 | 82 |
| 14 | Memphis Grizzlies      | 22 | 60 | .268 | 43.0 | 82 |
| 15 | Phoenix Suns           | 21 | 61 | .256 | 44.0 | 82 |

Zespoły z miejsc 1-8 każdej z konferencji zakwalifikowały się do 2018 NBA Playoffs.

## Statystyki

### Liderzy statystyk indywidualnych
| Kategoria              | Gracz             | Zespół                | Wynik |
| ---------------------- | ----------------- | --------------------- | ----- |
| Punkty na mecz         | James Harden      | Houston Rockets       | 30.4  |
| Zbiórki na mecz        | Andre Drummond    | Detroit Pistons       | 16.0  |
| Asysty na mecz         | Russell Westbrook | Oklahoma City Thunder | 10.3  |
| Przechwyty na mecz     | Victor Oladipo    | Indiana Pacers        | 2.4   |
| Bloki na mecz          | Anthony Davis     | New Orleans Pelicans  | 2.6   |
| Straty na mecz         | DeMarcus Cousins  | New Orleans Pelicans  | 5.0   |
| Minuty na mecz         | LeBron James      | Cleveland Cavaliers   | 37.3  |
| Celność rzutów z pola  | Clint Capela      | Houston Rockets       | 65.2% |
| Celność rzutów wolnych | Stephen Curry     | Golden State Warriors | 92.2% |
| Celność rzutów „za 3”  | Darren Collison   | Indiana Pacers        | 46.8% |

### Najlepsze wyniki indywidualne w meczu
| Kategoria  | Gracz         | Wynik |
| ---------- | ------------- | ----- |
| Punkty     | James Harden  | 60    |
| Zbiórki    | Dwight Howard | 30    |
| Asysty     | Rajon Rondo   | 25    |
| Przechwyty | Lou Williams  | 10    |
| Bloki      | Anthony Davis | 10    |

### Najlepsze wyniki drużynowe
| Kategoria              | Drużyna               | Wynik |
| ---------------------- | --------------------- | ----- |
| Punkty na mecz         | Golden State Warriors | 113.5 |
| Zbiórki na mecz        | Philadelphia 76ers    | 47.4  |
| Asysty na mecz         | Golden State Warriors | 29.3  |
| Przechwyty na mecz     | Oklahoma City Thunder | 9.1   |
| Bloki na mecz          | Golden State Warriors | 7.5   |
| Straty na mecz         | Philadelphia 76ers    | 15.9  |
| Celność rzutów z pola  | Golden State Warriors | 50.3% |
| Celność rzutów wolnych | Golden State Warriors | 81.5% |
| Celność rzutów „za 3”  | Golden State Warriors | 39.1% |
| +/−                    | Houston Rockets       | 8.5   |

### Nagrody Indywidualne
| Nagroda                                  | Gracz          | Zespół                 |
| ---------------------------------------- | -------------- | ---------------------- |
| NBA Most Valuable Player Award           | James Harden   | Houston Rockets        |
| NBA Defensive Player of the Year Award   | Rudy Gobert    | Utah Jazz              |
| NBA Rookie of the Year Award             | Ben Simmons    | Philadelphia 76ers     |
| NBA Sixth Man of the Year Award          | Lou Williams   | Los Angeles Clippers   |
| NBA Most Improved Player Award           | Victor Oladipo | Indiana Pacers         |
| NBA Coach of the Year Award              | Dwane Casey    | Toronto Raptors        |
| NBA Executive of the Year Award          | Daryl Morey    | Houston Rockets        |
| NBA Sportsmanship Award                  | Kemba Walker   | Charlotte Hornets      |
| J. Walter Kennedy Citizenship Award      | J. J. Barea    | Dallas Mavericks       |
| Twyman–Stokes Teammate of the Year Award | Jamal Crawford | Minnesota Timberwolves |

## Playoffs
Mistrzem NBA 2018 został zespół Golden State Warriors. Nagrodę MVP finałów otrzymał Kevin Durant.
Drabinka rozgrywek
|  |                          |                          |                          |                       |   |                       |                       |                       |  |  |                    |                    |                    |  |  |           |           |           |
|  | Ćwierćfinały Konferencji | Ćwierćfinały Konferencji | Ćwierćfinały Konferencji |                       |   | Półfinały Konferencji | Półfinały Konferencji | Półfinały Konferencji |  |  | Finały Konferencji | Finały Konferencji | Finały Konferencji |  |  | Finał NBA | Finał NBA | Finał NBA |
|  | Ćwierćfinały Konferencji | Ćwierćfinały Konferencji | Ćwierćfinały Konferencji |                       |   | Półfinały Konferencji | Półfinały Konferencji | Półfinały Konferencji |  |  | Finały Konferencji | Finały Konferencji | Finały Konferencji |  |  | Finał NBA | Finał NBA | Finał NBA |
|  |                          |                          |                          |                       |   |                       |                       |                       |  |  |                    |                    |                    |  |  |           |           |           |
|  |                          |                          |                          |                       |   |                       |                       |                       |  |  |                    |                    |                    |  |  |           |           |           |
|  | W1                       | Toronto Raptors          | 4                        |                       |   |                       |                       |                       |  |  |                    |                    |                    |  |  |           |           |           |
|  | W1                       | Toronto Raptors          | 4                        |                       |   |                       |                       |                       |  |  |                    |                    |                    |  |  |           |           |           |
|  | W8                       | Washington Wizards       | 2                        |                       |   |                       |                       |                       |  |  |                    |                    |                    |  |  |           |           |           |
|  | W8                       | Washington Wizards       | 2                        |                       |   | W1                    | Toronto Raptors       | 0                     |  |  |                    |                    |                    |  |  |           |           |           |
|  |                          |                          |                          |                       |   | W1                    | Toronto Raptors       | 0                     |  |  |                    |                    |                    |  |  |           |           |           |
|  |                          |                          | W4                       | Cleveland Cavaliers   | 4 |                       |                       |                       |  |  |                    |                    |                    |  |  |           |           |           |
|  | W4                       | Cleveland Cavaliers      | W4                       | Cleveland Cavaliers   | 4 | 4                     |                       |                       |  |  |                    |                    |                    |  |  |           |           |           |
|  | W4                       | Cleveland Cavaliers      |                          |                       |   |                       |                       |                       |  |  |                    |                    |                    |  |  |           |           |           |
|  | W5                       | Indiana Pacers           | 3                        |                       |   |                       |                       |                       |  |  |                    |                    |                    |  |  |           |           |           |
|  | W5                       | Indiana Pacers           | 3                        |                       |   | W4                    | Cleveland Cavaliers   | 4                     |  |  |                    |                    |                    |  |  |           |           |           |
|  |                          |                          |                          |                       |   |                       |                       |                       |  |  |                    |                    |                    |  |  |           |           |           |
|  |                          |                          | W2                       | Boston Celtics        | 3 |                       |                       |                       |  |  |                    |                    |                    |  |  |           |           |           |
|  | W3                       | Philadelphia 76ers       | W2                       | Boston Celtics        | 3 | 4                     |                       |                       |  |  |                    |                    |                    |  |  |           |           |           |
|  | W3                       | Philadelphia 76ers       |                          |                       |   |                       |                       |                       |  |  |                    |                    |                    |  |  |           |           |           |
|  | W6                       | Miami Heat               | 1                        |                       |   |                       |                       |                       |  |  |                    |                    |                    |  |  |           |           |           |
|  | W6                       | Miami Heat               | 1                        |                       |   | W3                    | Philadelphia 76ers    | 1                     |  |  |                    |                    |                    |  |  |           |           |           |
|  |                          |                          |                          |                       |   | W3                    | Philadelphia 76ers    | 1                     |  |  |                    |                    |                    |  |  |           |           |           |
|  |                          |                          | W2                       | Boston Celtics        | 4 |                       |                       |                       |  |  |                    |                    |                    |  |  |           |           |           |
|  | W2                       | Boston Celtics           | W2                       | Boston Celtics        | 4 | 4                     |                       |                       |  |  |                    |                    |                    |  |  |           |           |           |
|  | W2                       | Boston Celtics           |                          |                       |   |                       |                       |                       |  |  |                    |                    |                    |  |  |           |           |           |
|  | W7                       | Milwaukee Bucks          | 3                        |                       |   |                       |                       |                       |  |  |                    |                    |                    |  |  |           |           |           |
|  | W7                       | Milwaukee Bucks          | 3                        |                       |   | W4                    | Cleveland Cavaliers   | 0                     |  |  |                    |                    |                    |  |  |           |           |           |
|  |                          |                          |                          |                       |   |                       |                       |                       |  |  |                    |                    |                    |  |  |           |           |           |
|  |                          |                          | Z2                       | Golden State Warriors | 4 |                       |                       |                       |  |  |                    |                    |                    |  |  |           |           |           |
|  | Z1                       | Houston Rockets          | Z2                       | Golden State Warriors | 4 | 4                     |                       |                       |  |  |                    |                    |                    |  |  |           |           |           |
|  | Z1                       | Houston Rockets          |                          |                       |   |                       |                       |                       |  |  |                    |                    |                    |  |  |           |           |           |
|  | Z8                       | Minnesota Timberwolves   | 1                        |                       |   |                       |                       |                       |  |  |                    |                    |                    |  |  |           |           |           |
|  | Z8                       | Minnesota Timberwolves   | 1                        |                       |   | Z1                    | Houston Rockets       | 4                     |  |  |                    |                    |                    |  |  |           |           |           |
|  |                          |                          |                          |                       |   | Z1                    | Houston Rockets       | 4                     |  |  |                    |                    |                    |  |  |           |           |           |
|  |                          |                          | Z5                       | Utah Jazz             | 1 |                       |                       |                       |  |  |                    |                    |                    |  |  |           |           |           |
|  | Z4                       | Oklahoma City Thunder    | Z5                       | Utah Jazz             | 1 | 2                     |                       |                       |  |  |                    |                    |                    |  |  |           |           |           |
|  | Z4                       | Oklahoma City Thunder    |                          |                       |   |                       |                       |                       |  |  |                    |                    |                    |  |  |           |           |           |
|  | Z5                       | Utah Jazz                | 4                        |                       |   |                       |                       |                       |  |  |                    |                    |                    |  |  |           |           |           |
|  | Z5                       | Utah Jazz                | 4                        |                       |   | Z1                    | Houston Rockets       | 3                     |  |  |                    |                    |                    |  |  |           |           |           |
|  |                          |                          |                          |                       |   |                       |                       |                       |  |  |                    |                    |                    |  |  |           |           |           |
|  |                          |                          | Z2                       | Golden State Warriors | 4 |                       |                       |                       |  |  |                    |                    |                    |  |  |           |           |           |
|  | Z3                       | Portland Trail Blazers   | Z2                       | Golden State Warriors | 4 | 0                     |                       |                       |  |  |                    |                    |                    |  |  |           |           |           |
|  | Z3                       | Portland Trail Blazers   |                          |                       |   |                       |                       |                       |  |  |                    |                    |                    |  |  |           |           |           |
|  | Z6                       | New Orleans Pelicans     | 4                        |                       |   |                       |                       |                       |  |  |                    |                    |                    |  |  |           |           |           |
|  | Z6                       | New Orleans Pelicans     | 4                        |                       |   | Z6                    | New Orleans Pelicans  | 1                     |  |  |                    |                    |                    |  |  |           |           |           |
|  |                          |                          |                          |                       |   | Z6                    | New Orleans Pelicans  | 1                     |  |  |                    |                    |                    |  |  |           |           |           |
|  |                          |                          | Z2                       | Golden State Warriors | 4 |                       |                       |                       |  |  |                    |                    |                    |  |  |           |           |           |
|  | Z2                       | Golden State Warriors    | Z2                       | Golden State Warriors | 4 | 4                     |                       |                       |  |  |                    |                    |                    |  |  |           |           |           |
|  | Z2                       | Golden State Warriors    |                          |                       |   |                       |                       |                       |  |  |                    |                    |                    |  |  |           |           |           |
|  | Z7                       | San Antonio Spurs        | 1                        |                       |   |                       |                       |                       |  |  |                    |                    |                    |  |  |           |           |           |
|  | Z7                       | San Antonio Spurs        | 1                        |                       |   |                       |                       |                       |  |  |                    |                    |                    |  |  |           |           |           |
|  |                          |                          |                          |                       |   |                       |                       |                       |  |  |                    |                    |                    |  |  |           |           |           |